# Leon Diakonos
Leon Diakonos (mittelgriechisch Λέων ο Διάκονος, latinisiert Leo Diaconus; * um 950; † um 1000) war ein byzantinischer Geschichtsschreiber. Sein Geschichtswerk gehört zu den wichtigsten historischen Quellen für die byzantinische Geschichte in der zweiten Hälfte des 10. Jahrhunderts.

## Leben und Leistungen
Informationen über Leon ergeben sich aus Angaben in seinem Geschichtswerk. Er wurde um 950 in Kaloe in Ionien als Sohn eines Basilios geboren und studierte in Konstantinopel, wo er auch zum Diakon geweiht wurde. Obwohl für eine klerikale Laufbahn vorbestimmt, erwarb er sich doch weit reichende klassische Kenntnisse, verehrte vor allem Homer. Für einen Diakon zitierte er verhältnismäßig selten aus der Bibel oder den Kirchenvätern. Diakon wurde er irgendwann nach 970, dabei gehörte er nach der Thronbesteigung Basileios II. im Jahr 976 zum Palastklerus. Er nahm 986 an einem Feldzug gegen die Bulgaren teil und floh zusammen mit den Resten des kaiserlichen Heeres nach der gescheiterten Belagerung von Sofia.
Wohl um 992, nach anderen Überlegungen um 995, begann er eine Geschichte des Byzantinischen Reiches zu schreiben, vielleicht fernab vom Hof. Sein Geschichtswerk ist in zehn knappe Bücher unterteilt und schildert die Zeit der Kaiser Romanos II., Nikephoros II. Phokas und Johannes I. Tzimiskes (959 bis 976); einige wenige Einschübe berichten auch über die folgenden Jahre. Das Werk ist an den antiken Vorbildern angelehnt (siehe auch Makedonische Renaissance). Leon schrieb, das erste Mal in Byzanz seit dem 7. Jahrhundert, in Nachahmung des Thukydides Zeitgeschichte und bediente sich einer klassizistischen Sprache. Er orientierte sich auch an den spätantiken klassizistischen Historikern, vor allem Agathias. Die Schilderung beruht wohl weitgehend auf Augenzeugenberichten, wenngleich Leon offenbar auch schriftliche Quellen heranzog.
Die Schrift wird in der Forschung zu den bedeutendsten zeitgeschichtlichen Werken in Byzanz gezählt, wenngleich Leon bei seiner Darstellung nicht besonders kritisch verfuhr; gegenüber den Phokai und speziell Kaiser Nikephoros II. etwa war er sehr positiv eingestellt. Vermutlich starb Leon, bevor er sein Werk fortführen konnte.
Michael Psellos knüpfte im 11. Jahrhundert an das Werk Leons an und griff dabei ebenfalls auf eine antike Tradition zurück (historia perpetua, eine fortlaufende Zeitgeschichte).

## Ausgaben und Übersetzungen
- Leonis Diaconi Caloënsis historiae libri decem et Liber de velitatione bellica Nicephori Augusti. (= Corpus Scriptorum Historiae Byzantinae. Bd. 3). Herausgegeben von Karl Benedikt Hase. Weber, Bonn 1828, Digitalisat.
- Leon Diakonos: Nikephoros Phokas „Der bleiche Tod der Sarazenen“ und Johannes Tzimiskes. Die Zeit von 959 bis 976 in der Darstellung des Leon Diakonos (= Byzantinische Geschichtsschreiber. Bd. 10, ZDB-ID 532553-5). Übersetzt von Franz Loretto. Verlag Styria, Graz u. a. 1961.
- The History of Leo the Deacon. Byzantine military expansion in the tenth century (= Dumbarton Oaks Studies. Bd. 41). Introduction, translation, and annotations by Alice-Mary Talbot and Denis F. Sullivan. Dumbarton Oaks Research Library and Collection, Washington DC 2005, ISBN 0-88402-306-0 (englische Übersetzung mit ausführlicher Einleitung und einem guten Kommentar).